# フィリップ・ベイリー
フィリップ・ベイリー（英: Philip Bailey、1951年5月8日 - ）は、アメリカのコロラド州デンヴァー出身のR&B、ソウル、ゴスペル、ファンクの歌手、ソングライター、ミュージシャン、音楽プロデューサー。ファルセット・ボイスが特徴で、特にアース・ウィンド・アンド・ファイアー（EWF）のメンバーとして知られ、敬虔なクリスチャンでもある。

## 概要

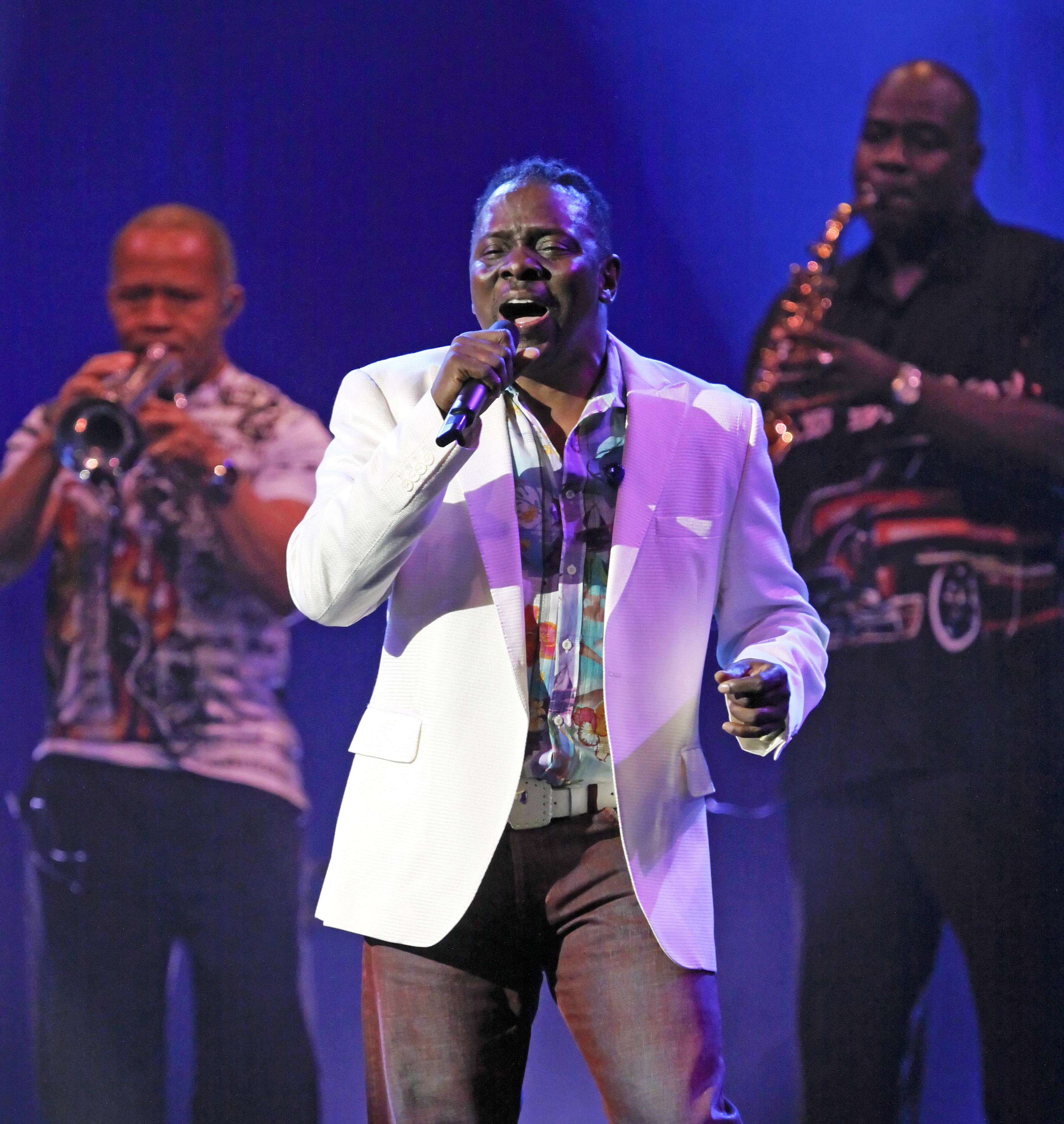
フィリップ・ベイリー（2008年）

1951年に、父エドワード・アルバーナ・ベイリーと母エリザベス・クロスランドとの間の子として生まれた。
少年時代からアート・ブレイキーやマックス・ローチやサラ・ヴォーンなどに憧れて、イースト・ハイスクール在学中に音楽を始めた。後にともにアース・ウィンド・アンド・ファイアー（以下、EWF）のメンバーとなる後輩のラリー・ダンとともにミスティック・ムーズを結成して、ソウルミュージックとジャズを演奏した。その後、メトロポリタン大学デンヴァー校とコロラド大学に合格して、コロラド大学に進学した。在学中の1969年から1971年に、地元のバンドのフェニックス・ホーンズのボーカリストとドラムを担当していた。
大学卒業後の1972年にロサンゼルスに移り、EWFのリーダーのモーリス・ホワイトにスカウトされて、ラルフ・ジョンソン、ラリー・ダン（後に脱退）とともにEWFに加入した。フィリップはモーリスとともにツイン・ボーカリストとして活躍した。1990年代後半にモーリスがパーキンソン病に罹り、一線を退いてからは彼がEWFの2代目のリーダーとして、モーリスの弟のヴァーダイン・ホワイトとラルフ・ジョンソンとともに、現在に至るステージで統制を執っている。
ソロとしても活躍しており、イギリスの元ジェネシスのフィル・コリンズやエリック・ベネイらとデュエットしている。特に、1984年に発表されたフィル・コリンズとのデュエット曲「イージー・ラヴァー」（アルバム『チャイニーズ・ウォール』収録）は全英1位、全米2位の大ヒットを記録した。また、1986年のソロ・アルバム『トライアンフ』でグラミー賞最優秀男性ゴスペル・パフォーマンス賞を受賞した。その他にスティーヴィー・ワンダー、ホール&オーツとも交流があり、日本のアーティストでは杏里の「Voice of my heart」にデュエット・パートナーとして参加している。
2回の結婚歴があり、最初は同業のジャネット・ハッチソンと結婚して、後にEWFのバック・ボーカリストのクリスタル・ベイリーと結婚するも、2回とも離婚した。なお、ジャネットとの間に父と同じミュージシャンで、現在のEWFのメンバーである息子のフィリップ・ベイリー・ジュニア（ドロン）など、7人の子供を儲けている。娘のピリ・ベイリーも音楽業界で働いている。
現在は、シンガーソングライターのヴァレリー・デイヴィスと3回目の結婚をしている。

## ディスコグラフィ

### スタジオ・アルバム
- 『アナザ・フェイス[3]』 - Continuation (1983年、Columbia)
- 『ザ・ワンダーズ・オブ・ヒズ・ラヴ』 - The Wonders of His Love (1984年、Myrrh)
- 『チャイニーズ・ウォール』 - Chinese Wall (1984年、Columbia)
- 『トライアンフ』 - Triumph (1986年、Word)
- 『インサイド・アウト』 - Inside Out (1986年、Columbia)
- 『ファミリー・アフェアー』 - Family Affair (1989年、Word)
- 『フィリップ・ベイリー』 - Philip Bailey (1994年、Zoo Entertainment)
- 『ライフ・アンド・ラヴ』 - Life and Love (1998年、Eagle)
- 『ドリームズ』 - Dreams (1999年、Heads Up)
- 『ソウル・オン・ジャズ』 - Soul on Jazz (2002年、Heads Up)
- 『ラヴ・ウィル・ファインド・ア・ウェイ』 - Love Will Find a Way (2019年、Heads Up)

### コンピレーション・アルバム
- 『ザ・ベスト・オヴ・フィリップ・ベイリー』 - The Best of Philip Bailey: A Gospel Collection (1991年、Sony)